# Rosanna Carteri
Rosanna Carteri (née le 14 décembre 1930 à Vérone et morte le 25 octobre 2020 à Monte-Carlo,) est une soprano italienne, principalement active dans les années 1950 et 1960.

## Biographie
Après que sa mère lui a enseigné les bases du chant lyrique, Rosanna Carteri étudie à Vérone avec Cusitani, chef de chœur à l'arène, et chante en concert dès l'âge de 12 ans. Elle gagne un prix organisé par la RAI en 1948, ce qui mène à ses débuts aux Thermes de Caracalla à Rome en 1949, dans le rôle d'Elsa (chanté en italien) de Lohengrin. Elle chante rapidement dans toute l'Italie, avec des débuts à La Scala de Milan dès 1951. 
Elle chante au Festival de Salzbourg en 1952, en Desdemona d'Otello, sous la direction du grand chef allemand 
Wilhelm Furtwangler. Une carrière internationale se dessine rapidement avec des débuts aux Opéras de San Francisco en 1954, et de Chicago en 1955, puis le Royal Opera House de Londres en 1960, et l'Opéra Garnier de Paris en 1961. Son répertoire comprend Susanna, Mathilde, Violetta, Alice Ford, Mimi, Tosca, Angelica, Marguerite, Manon, Suzel, Magda, etc.
Elle demeure très active en Italie, où elle participe à plusieurs productions télévisées (Le nozze di Figaro, La traviata, Otello, Falstaff), et à la création de plusieurs œuvres contemporaines, notamment Ifigenia de Ildebrando Pizzetti en 1950, Proserpine e lo straniero de Juan José Castro en 1952, Calzare d'argento de Pizzetti en 1961, et Il mercante di Venezia de Mario Castelnuovo-Tedesco en 1961. Elle chante aussi le Gloria de Francis Poulenc, lors de sa création à Paris, en 1961.
Admirée pour sa voix et son élégance scénique, Carteri se retire en 1966 pour se consacrer à sa famille.

## Sources
- Alain Pâris, Le dictionnaire des interprètes, Éditions Robert Laffont, 1989,  (ISBN 2-2210-6660-X)